# Abdallah Mohamed Kamil
Abdallah Mohamed Kamil (عبد الله محمد كامل; Obock, 1936) es un político yibutiano. Ocupó el cargo del tercer Primer ministro de la República de Yibuti del 5 de febrero de 1978 al 2 de octubre de 1978.
Kamil obtuvo el diploma de la institución francesa Sciences Po en la década de los 60. Fue secretario general del gobierno en 1974. Antes de la independencia del país en 1977, Kamil ocupó el cargo de Presidente del Consejo de Gobierno del 29 de julio de 1976 al 18 de mayo de 1977. Se desempeñó como Ministro de Asuntos Exteriores (Yibuti) en el primer gobierno posterior a la independencia y, tras la dimisión del Primer Ministro Ahmed Dini Ahmed, fue nombrado Primer Ministro al frente de un nuevo gobierno el 5 de febrero de 1978, permaneciendo como Ministro de Asuntos Exteriores y convirtiéndose también en Ministro de Defensa. El Presidente Hassan Gouled Aptidon destituyó a su gobierno el 21 de septiembre de 1978 y posteriormente nombró a Barkat Gourad Hamadou para sucederlo.